# 李新明
李新明（1959年10月—），青海平安人，汉族，中华人民共和国政治人物、第十一届全国人民代表大会新疆地区代表。
毕业于新加坡南洋理工大学公共管理专业，中国共产党党员。曾担任新疆维吾尔自治区塔里木大学校长。2008年起担任全国人大代表。曾任中共新疆生产建设兵团党委副书记、副政委，党委宣传部部长。

## 生平
早年曾是新疆生产建设兵团农三师43团5连职工，1979年9月起在塔里木农垦大学农学系农学专业学习，毕业后留校工作，历任塔里木农垦大学党委宣传部干事（其间曾在中国人民大学国际政治系教师进修班学习）、宣传部副部长、宣传部部长，塔里木农垦大学党委组织部部长、塔里木农垦大学党委党委副书记、纪委书记、塔里木农垦大学校长、2010年5月升任新疆生产建设兵团党委、兵团副秘书长，兵团办公厅主任。2012年2月任新疆新疆建设兵团党委常委、兵团秘书长。2015年3月兼任兵团副司令，中国新建集团副总经理。2017年4月任新疆生产建设兵团党委副书记、副政委，兵团党委宣传部部长。2022年5月，不再担任新疆生产建设兵团副政委职务。